# سیتویین

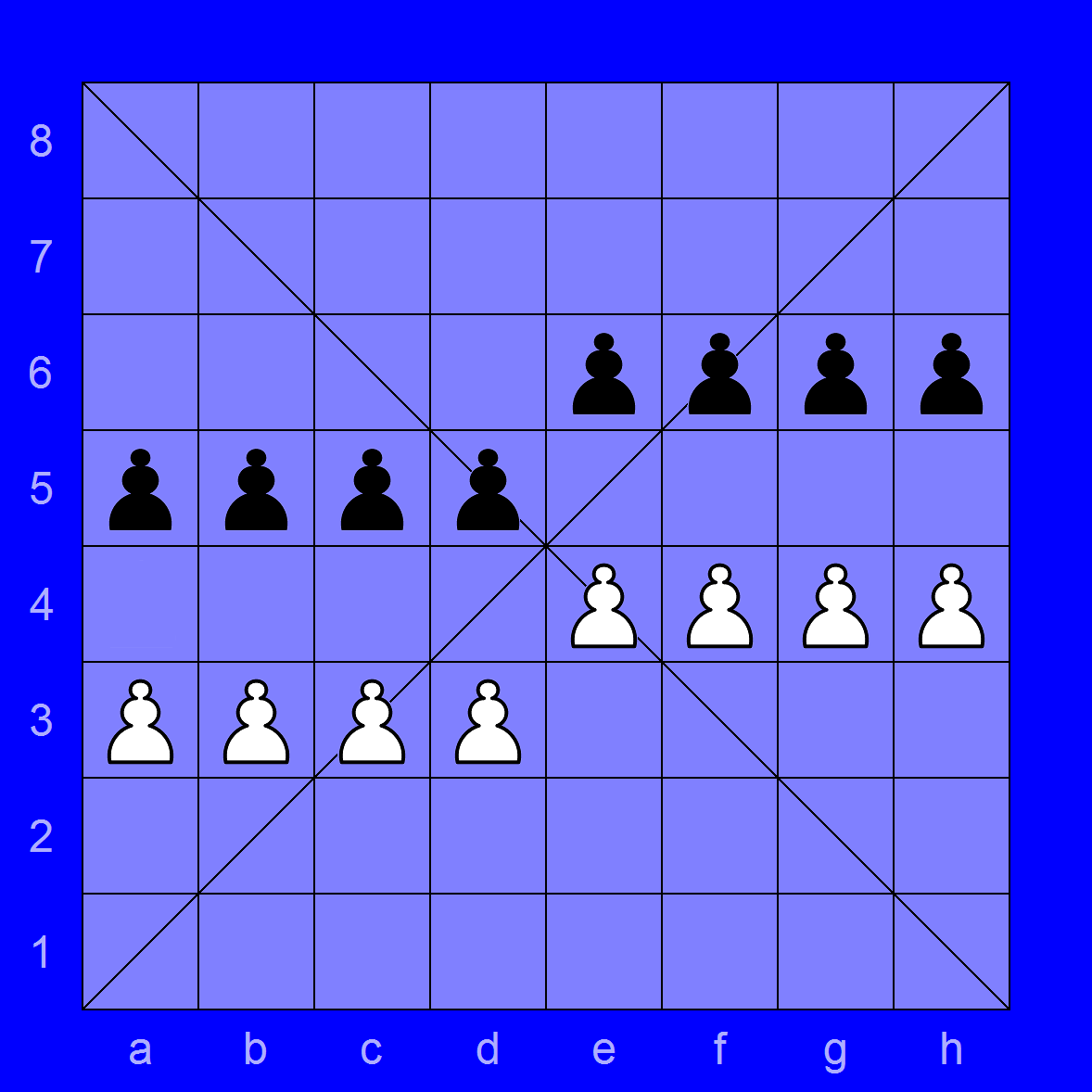
Sittuyin board and starting position

سیتویین (به برمه ای: စစ်တုရင်)، همچنین به عنوان شطرنج برمه شناخته می شود، یک بازی تخته استراتژی است که در میانمار ساخته شده است. این بازی یک زاده مستقیم بازی هندی چاتورانگا است که در قرن هشتم وارد میانمار شد، بنابراین بخشی از همان خانواده بازی ها مانند شطرنج و شوگی است. Sit کلمه مدرن برمه ای برای "ارتش" یا "جنگ" است. کلمه sittuyin را می توان به عنوان "نماینده چهار ویژگی ارتش" - ارابه، فیل، سواره نظام و پیاده نظام ترجمه کرد.
در سرزمین مادری خود، این بازی تا حد زیادی تحت الشعاع شطرنج غربی (بین المللی) قرار گرفته است، اگرچه در مناطق شمال غربی همچنان محبوب است.

## منبع
https://en.wikipedia.org/wiki/Sittuyin